# Hope (Arkansas)
Hope (dosłownie: Nadzieja) to miasto w hrabstwie Hempstead w stanie Arkansas. Jego populacja wynosi 8558 mieszkańców (2023).

## Urodzeni w Hope
Hope jest najbardziej znane z tego, iż jest rodzinnym miastem 42. prezydenta USA Billa Clintona. Zresztą on sam do tego nawiązał w roku 1992, na konwencji wyborczej Partii Demokratycznej, mówiąc: wierzę w miejsce zwane nadzieją. Z Hope pochodzi też były republikański gubernator stanu Mike Huckabee.

## Populacja
- 47,71%: Biali
- 43,17%: Czarni
- 0,38%: Indianie
- 0,30%: Azjaci
- 0,03%: wywodzący się z wysp Pacyfiku